# Ceutorhynchus thomsoni
Ceutorhynchus thomsoni är en skalbaggsart som beskrevs av Hermann Julius Kolbe 1900. Ceutorhynchus thomsoni ingår i släktet Ceutorhynchus, och familjen vivlar. Enligt den finländska rödlistan är arten sårbar i Finland. Arten är reproducerande i Sverige. Artens livsmiljö är lundskogar.